# Париж (Витебская область)
Пари́ж (бел. Пары́ж) — агрогородок в Козловщинском сельсовете Поставского района Витебской области в Республике Беларусь.

## История
По одной из версий, в своё время Парижем деревня стала потому, что Наполеон, проезжая здесь во время войны 1812 года, обронил, что здесь, дескать, «как в Париже». По другой — местный помещик дал название деревне просто так, из прихоти.
В 1973 году это местечко по решению властей было переименовано в Новодруцк, но по многочисленным просьбам жителей деревни 16 июня 2006 года ему было возвращено историческое название Париж.

## География
Белорусский Париж находится примерно в 200 км к северу от Минска.

## Население
В Париже живут около 330 человек (на май 2012). Из них 130 пенсионного возраста.

### Динамика
2006 год — 400 человек.
2012 год — 330 человек.
2019 год — 278 человек.

## Инфраструктура

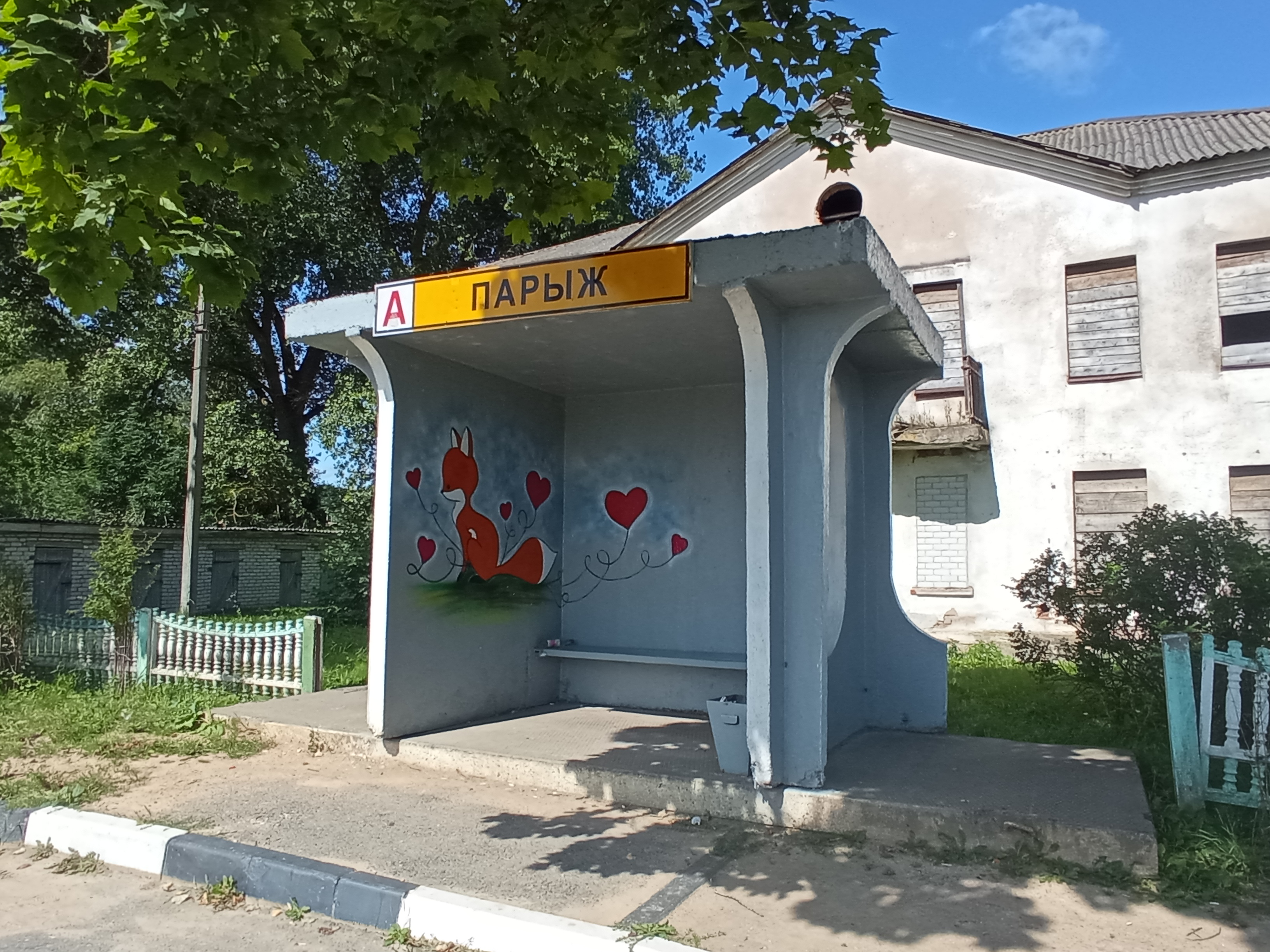
Остановочный пункт "Париж"

Здесь есть железнодорожный остановочный пункт, школа, почта, дом культуры, библиотека, больница, филиал банка и два магазина, один из которых называется «Париж».

## Достопримечательности
- Копия Эйфелевой башни — 30 м (французский оригинал — 330 м). Служит основанием для большого креста, который в ночное время может быть ярко освещен (возводила — компания «Глубокские электрические сети»). Инициатор проекта — настоятель костела Святой Анны в соседней деревне Мосар Юозас Булька[2].
- Неработающий музей (местный Лувр). Музей Иоанна Павла Второго. После смерти Юозаса Бульки активная деятельность по его организации прекращена (по состоянию на май 2012).
- Две метровые фигурки святых и крест с распятием у входа в неработающий Музей Иоанна Павла Второго.
- Костел. Одноэтажное здание было перестроено из магазина в костел по инициативе Юозаса Бульки.
- Скульптурная композиция рядом с костелом.